# Love Is Lost
Love Is Lost è un singolo del cantante inglese David Bowie, pubblicato nel 2013 ed estratto dall'album The Next Day. Il brano è stato edito nella versione remix curata da James Murphy.

## Tracce
1. Love Is Lost (Hello Steve Reich Mix by James Murphy for the DFA - Edit) – 4:10
2. I'd Rather Be High (Venetian Mix) - 3:49
3. Love Is Lost (Hello Steve Reich Mix by James Murphy for the DFA) – 10:26

## Formazione
- David Bowie - voce, tastiera
- Gerry Leonard - chitarra
- Gail Ann Dorsey - basso
- Sterling Campbell - batteria